# Ola Obarska
Olimpia Obarska-Forkasiewicz (sinh ngày 1 tháng 6 năm 1910 - mất ngày 1 tháng 1 năm 1994) là một diễn viên, ca sĩ opera, người viết lời nhạc kịch, giám đốc nhà hát, nhà báo và nhạc sĩ người Ba Lan. Bà thường được biết đến nhiều hơn với nghệ danh Ola Obarska.

## Tiểu sử
Ola Obarska sinh ra và lớn lên tại Bromberg  (nay là Bydgoszcz). Bà tốt nghiệp Trường Âm nhạc Artur Rubinstein ở Bydgoszcz, sau đó theo học tại Cours du Fanloup ở Boulogne sur Seine, Pháp.
Ola Obarska ra mắt vào năm 1928 trong vở opera Polska krew tại Nhà hát Nhà nước ở Bydgoszcz. Năm 1933, bà chuyển đến Warsaw. Tại đây, bà biểu diễn tại Nhà hát Opera Warsaw và Nhà hát Ba Lan. Trong thập niên 1930, Ola Obarska rời Ba Lan để biểu diễn tại Vienna và Berlin. Năm 1939, bà trở lại Ba Lan và bắt đầu sự nghiệp diễn xuất tại Nhà hát Lớn ở Warsaw.
Trong Chiến tranh thế giới thứ hai, trước khi gia nhập lực lượng vũ trang vào năm 1944, Ola Obarska đã hát trong các quán cà phê ở Warsaw.
Sau chiến tranh, bà biểu diễn tại Nhà hát Nhân dân ở Warsaw và làm việc cho Đài phát thanh Ba Lan. Bên cạnh đó, bà bắt đầu viết nhạc. Violetta Villas, Mieczysław Fogg, Rena Rolska, và nhiều ca sĩ Ba Lan khác đã từng hát các ca khúc của bà.
Ola Obarska mất ngày 1 tháng 1 năm 1994 tại Warsaw và được chôn cất tại Nghĩa trang Powązki.